# 宇津徳治
宇津 徳治（うつ とくじ、1928年4月13日 - 2004年8月18日）は、日本の地震学者。東京大学名誉教授。紫綬褒章・勲二等瑞宝章受章。東京市芝区（現東京都港区）生まれ。

## 経歴
- 1951年、東京大学理学部地球物理学科を卒業、中央気象台（現気象庁）技官。
- 1962年、東京大学より理学博士の学位を取得。学位論文の題は「余震の発生に関する統計的研究 」。
- 1964年、気象庁長官賞を受賞、北海道大学理学部助教授。
- 1972年、名古屋大学理学部教授、地震予知観測センター長。
- 1977年、東京大学地震研究所教授。
- 1985年8月～1988年3月、東京大学地震研究所長及び評議員。
- 1989年、定年退官、東京大学名誉教授。
  - 東大退官後も13年に渡り文部省統計数理研究所客員教授および外来研究員。
- 1993年、「日本周辺の地震活動と地下構造に対する研究」で藤原賞（藤原科学財団）を受賞、紫綬褒章を受章。
- 1996年、第43回交通文化賞を受賞。
- 2000年、勲二等瑞宝章を受章。
- 2004年8月18日、76歳にて死去。

日本地震学会委員長（現在の会長）を2度、日本学術会議地球物理学研究連絡委員会委員、同地震学研究連絡委員会委員、測地学審議会委員（文部省）、学術審議会専門委員（文部省）、国立防災科学技術センター運営委員（科学技術庁）、地震予知連絡会委員（建設省国土地理院）、同特定部会部会長、地震防災対策強化地域判定会委員（気象庁）、気象庁震度観測検討委員会委員等を務める。

## 著書
- 宇津徳治(単著)
  - 『地震学』 共立出版〈共立全書〉、1977年。
    - 『地震学 第2版』 共立出版〈共立全書〉、1984年、ISBN 4-320-00216-4。
      - 『地震学 第3版』 共立出版、2001年、ISBN 4-320-04637-4。

  - 『世界の被害地震の表 - 暫定版』 東京大学地震研究所、1989年。
  - 『日本付近のM6.0以上の地震および被害地震の震度分布図 - 1901年～1926年』 東京大学地震研究所、1989年。
  - 『地震活動総説』 東京大学出版会、1999年、ISBN 4-13-060728-6。
- 宇津徳治ほか編
  - 『地震の事典』 朝倉書店、1987年、ISBN 4-254-16016-X。
    - 『地震の事典 第2版』 朝倉書店、2001年、ISBN 4-254-16039-9。

## 業績
統計地震学における権威として知られる。地震の規模と頻度の関係を示すb値などの研究に長け、b値最尤推定法などが有名である。また余震の研究でも知られ、改良大森公式を提唱した。
歴史地震の研究も有名で、後述の「世界の被害地震の表」は今なお多くの専門家に用いられている。
このほかに、プレートテクトニクス理論確立以前のマントル構造の研究や地震空白域の研究などでも知られる。
地震学一般の知識を整理することにも熱心で、「地震学用語集」は後の多くの研究者にも活用された。また、『地震学』は21世紀初頭の今日にも多くの学生に愛読されているほか、膨大な書籍や論文から地震の知識を整理した『地震活動総説』が辞典がわりに多くの専門家に読まれている。

### 世界の被害地震の表
現在なお、http://iisee.kenken.go.jp/utsu/ にて宇津徳治作成の「世界の被害地震の表」をウェブ上で検索できるようにしたプログラムが利用されている。これは、紀元前3000年から最近までの10,000個以上の世界の被害地震を様々な条件で検索できるもの。世界で最も網羅性を持った地震のリストのひとつであり、日本の気象庁をはじめとする公的機関からの利用も多い。

## 主要論文
- 地震の規模別度数の統計式log n=a-bMの係数bを求める一方法 北海道大学地球物理学研究報告 第13号, 1965年2月25日, p.99-103
- 異常震域現象とマントル上部の地震波吸収の地域性 日本地震学会 地震 19(3), 226-227, 1966-12, ISSN 0037-1114, NAID 130006784254, doi:10.4294/zisin1948.19.3_226
- 世界各地域における地震のマグニチュードの度数分布について 北海道大学地球物理学研究報告 第19号, 1968年3月13日, p.57-64, doi:10.14943/gbhu.19.57
- 二つの地震群に対するb値の違いの有意性の検定 地震 第2輯 1967年 20巻 1号 p.54-56, doi:10.4294/zisin1948.20.1_54
- 西日本の異常震域 北海道大学地球物理学研究報告 1969年2月15日, 第21号, p.45-52, doi:10.14943/gbhu.21.45
- 地震の時間的分布に関連する諸問題（その2） : 地震発生の定常性と偶然性について 第22号, 1969年8月30日, p.95-108, doi:10.14943/gbhu.22.95
- 日本列島下の上部マントルにおけるVp/Vsについて 地震 第2輯 Vol.22 (1969-1970) No.1 P41-53, doi:10.4294/zisin1948.22.1_41
- 日本列島下の上部マントルの異常構造について 北海道大学地球物理学研究報告 第25号, 1971年3月25日, p.99-127, doi:10.14943/gbhu.25.99
- 「地震と月齢の関係」について 地震 第2輯 1971年 24巻 4号 p.369-371, doi:10.4294/zisin1948.24.4_369
- 関東地方の地震と飛騨地方の稍深発地震の相関について 地震 第2輯 1975年 28巻 3号 p.303-311
- 地震に先駆するP波速度変化地域の検出 地震 第2輯 1975年 28巻 4号 p.435-448
- 地震のマグニチュード分布式のパラメータの推定 最大地震のマグニチュードcを含む場合 地震 第2輯 1978年 31巻 4号 p.367-382
- 1885年～1925年の日本の地震活動 : M６以上の地震および被害地震の再調査 東京大学地震研究所彙報. 第54冊第2号, 1979.12.25, pp. 253-308
- 1885年～1925年の日本の地震活動 : 訂正と補遺 東京大学地震研究所彙報. 第57冊第1号, 1982.7.16, pp. 111-117
- 日本付近のM6.0以上の地震および被害地震の表 : 1885年～1980年 東京大学地震研究所彙報 第57冊第3号, 1983.1.17, pp. 401-463
- 日本付近のM6.0以上の地震および被害地震の表1885年～1980年(訂正と追加) 東京大学地震研究所彙報 第60冊第4号, 1986.3.31, pp. 639-642
- 地震のリカレンス・モデルのパラメータの推定 東京大学地震研究所彙報 第59冊第1号, 1984.7.10, pp. 53-66
- 震度-震央距離-マグニチュードの関係 : その1.東日本太平洋岸沖合を除く日本の浅発地震 東京大学地震研究所彙報 第59冊第2号, 1984.10.20, pp. 219-233
- 震央付近の震度-震源の深さ-マグニチュードの関係 東京大学地震研究所彙報 第63冊第1号, 1988.6.30, pp. 23-31
- 東海沖の歴史上の大地震 地震予知連絡会地域部会報告, 1977 (PDF)